# Número malvado
En teoría de números, un número malvado es un número entero no negativo que tiene un número de unos par en su expansión binaria. Estos números dan las posiciones de los valores cero en la sucesión de Thue-Morse, y por esta razón también se les ha llamado conjunto de Thue-Morse. Los enteros no negativos que no son malvados se denominan números odiosos.

## Ejemplos
Los primeros números malos son:
0, 3, 5, 6, 9, 10, 12, 15, 17, 18, 20, 23, 24, 27, 29, 30, 33, 34, 36, 39 ...

## Sumas iguales
La partición de los enteros no negativos en los números odiosos y malvados es la única partición de estos números en dos conjuntos que tienen multiconjunto iguales de sumas por pares.
Como mostró el matemático del siglo XIX Eugène Prouhet, la partición en números malvados y odiosos de los números de {\displaystyle 0} a {\displaystyle 2^{k}-1}, para cualquier {\displaystyle k}, proporciona una solución al problema de Prouhet-Tarry-Escott de encontrar conjuntos de números cuyas sumas de potencias son iguales hasta la potencia {\displaystyle k}.

## En informática
En ciencias de la computación, se dice que un número malvado tiene even parity.